# 그리고리 메클레르
그리고리 코노비치 메클레르(러시아어: Григорий Конович Меклер, Grigory Konovich Mekler, 1909.06.26~2005.08.10)는 소련군 장교로, 1945년 해방 후 평양의 소련군정 시기 김일성에게 정치적 조언을 하는 고문이었다.

## 생애
메클레르는 1909년 6월 26일 벨라루스(Belarus)의 바예보(Baevo) 마을에서 대장장이의 아들로 태어났다. 모스크바 대학 역사철학부와 동양학부 일본어학과를 졸업 후 소련군 정치장교로 복무하였다. 특히 소련군 제1극동방면군 정치공작 장교로 해방 전 88 국제여단과 관계를 맺었다. 해방 후 북한에 진주해 대중조직 공작을 통해 북한의 소비에트화에 크게 기여하였다. 1945년 10월 14일 평양시 민중대회에서 김일성이 처음 대중 앞에 선보이며 연설을 하던 때에 사회를 맡기도 했다.
그는 1946년 9월 평양을 떠나 소련으로 돌아갔으며, 1955년 퇴역 후 소련 과학 아카데미 동양연구소의 전임 연구원으로 있는 한편 지질대학에서 철학교수로 일했다. 일﹣소협회 상무이사로도 활동했다. 러시아 공화국 문화공로학자의 칭호를 받은 바 있다. 1982년부터 연금생활에 들어갔으며, 2006년에 사망했다.
그는 평양의 소련군정 핵심인사들 중 가장 최근까지 생존했던 인물로, 소련 붕괴후 김일성과 평양 소련군정에 관한 많은 인터뷰에 응하고, 증언도 남겼다. [아래 참고]
그는 1946년 8월의 북조선 공산당과 신민당(연안파)가 북조선 노동당으로 합당하는데도 관여하였으며 당시 작성한 보고서가 남아있다.
- 〈북조선공산당과 신민당의 합당 관련 보고〉 1946.08.24. : 연해군관구 정치보위부 제7과장 대좌 메클레르 작성

## 메클레르의 후일 증언
1. 김일성정권 내가 만들었다;소련군 정치장교 G.메크레르의 증언 <對談> / 메크레르,G·惠谷治 極東問題. 159(1992.5) pp.48-58. 極東問題硏究所
2. Soviets Groomed Kim Il-Sung for Leadership Vladivostok News January 10, 2003
3. Kim Il Sung's Soviet Image-Maker  The Moscow Times Jul. 22, 2004
위 기사를 번역, 요약한 기사: 그리고리 메클레르, “김일성 지도자 만들기 구소(舊蘇) 군정 치밀한 작전” 동아일보 2004-07-23
4. Тайный советник "солнца нации" Андрей Почтарев, Независимое военное обозрение. 2005-01-14
The secret counselor of the "sun of the nation" : Andrey Pochtarev, Independent Military Review. 2005-01-14
5. "Крестный отец" Ким Чен Ира  «Аргументы и Факты» 05/12/2002
"Godfather" Kim Jong Il : «Argumenty i Fakty (Arguments and Facts)» № 11 05/12/2002
6. Сделан в СССР "Совершенно секретно", No.9/268, Опубликовано: 1 Сентября 2011 : SoftMixer
Сделан в СССР "Совершенно секретно", No.9/268, Опубликовано: 1 Сентября 2011 : Waback Machine
Made in the USSR, "Top Secret", No.9 / 268, Published: September 1, 2011

## 소련 군정 당시 메클레르 사진
아래의 처음 세 사진은 1945년 10월 14일 평양시 민중대회 당일에 찍은 것이다. 첫 사진에는 메클레르는 나오지 않으나, 그는 이 행사의 사회를 맡았다.

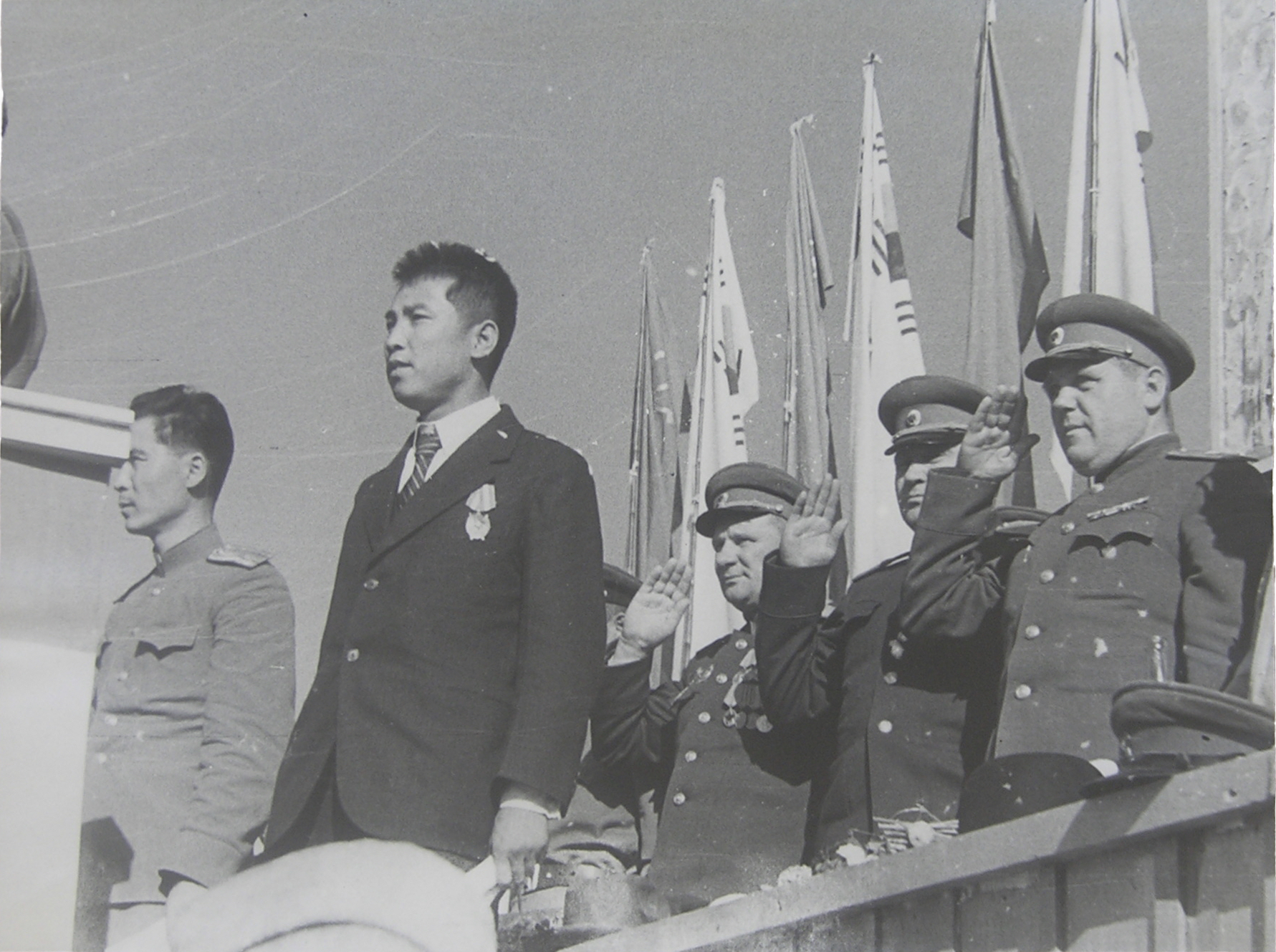
1945년 10월 14일 평양시 민중대회의 김일성 사진. 앞줄 왼쪽이 강미하일 소련군 소좌(고려인), 뒷줄 맨 오른 쪽이 니콜라이 레베데프 소장. 메클레르 중좌는 이 집회의 사회를 맡았다.
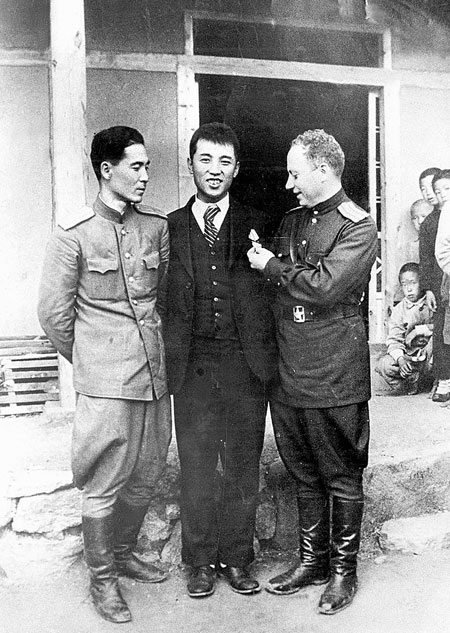
1945년 10월 14일 김일성이 평양에서 대중 앞에 처음 나서던 날의 사진. 좌로부터 강미하일 소좌, 김일성, 메클레르 중좌.
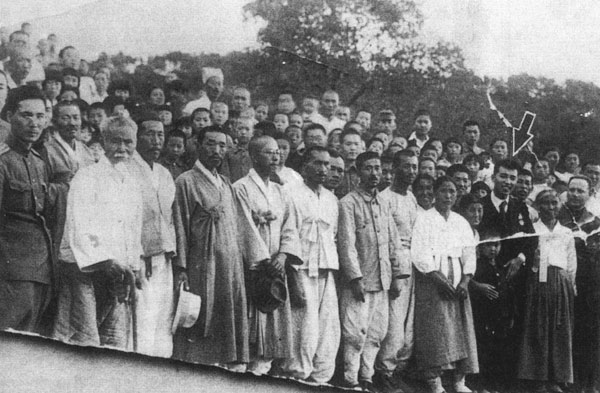
1945년 10월 14일 평양시 민중대회 집회가 끝난 후 만경대를 찾은 김일성. 앞줄 왼쪽 끝이 강미하일 소좌, 오른 쪽 끝이 그리고리 메클레르 중좌, 화살표가 김일성. 세 사람의 복장이 민중대회 행사 당일의 것과 동일하며, 김일성은 여전히 적기훈장을 달고 있다.
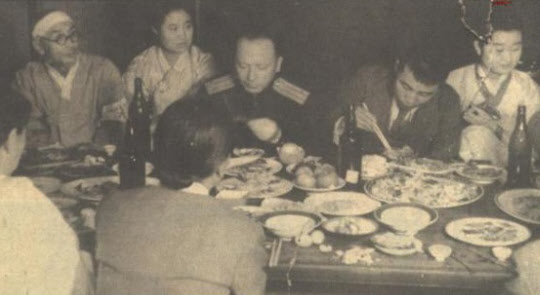
1945년 10월 어느날 저녁 만찬에서 조만식(좌), 메클레르 중좌(중) 및 김일성(우)이 식사하는 모습.